# شبگرد نوبه‌ای
 شبگرد نوبه‌ای (نام علمی: Caprimulgus nubicus) نام یک گونه از تیره شبگردان است.